# Транзисторний радіоприймач
Транзисторний радіоприймач — це невеликий портативний радіоприймач, у якому використовується схема на основі транзисторів.

## Історія
Після винаходу транзистора в 1947 році, який здійснив революцію в галузі побутової електроніки, представивши невеликі, але потужні, зручні портативні пристрої, Regency TR-1 був випущений в 1954 році, ставши першим комерційним транзисторним радіо. Успіх на масовому ринку меншого та дешевшого Sony TR-63, випущеного в 1957 році, призвів до того, що транзисторне радіо стало найпопулярнішим електронним пристроєм зв'язку 1960-1970-х років. Транзисторні радіоприймачі все ще широко використовуються як автомобільні радіоприймачі. За оцінками, між 1950-ми і 2012 роками по всьому світу було продано мільярди транзисторних радіоприймачів.
Кишеньковий розмір транзисторних радіоприймачів викликав зміни в звичках прослуховування популярної музики, що дозволило людям слухати музику будь-де.
З 1980, дешеві AM-транзисторні радіоприймачі були витіснені спочатку бумбоксом і Sony Walkman, а пізніше цифровими пристроями з вищою якістю звуку, такими як портативні програвачі компакт-дисків, персональні аудіоплеєри, MP3-плеєри та (згодом) смартфони, багато з яких містять FM-радіо.
До середини 2000-х, більшість великих корпорацій, таких як Sony, Panasonic, Toshiba та Philips, припинили масовий випуск транзисторних приймачів, а на зміну їм прийшли компанії Sangean (Тайвань) та Tecsun (Китай).
В Україні виробництвом транзисторних приймачів займалися радіозаводи у різних містах, найбільш відомим з яких був Меридіан.
В Європі виробництво транзисторних приймачів продовжують Blaupunkt (Німеччина), Orava (Словаччина) та Muse (Франція), які частково або повністю виробляють свої приймачі в Китаї.
З винайденням Software Defined Radio (SDR), приймачі почали виготовляти з використанням технологі DSP та мікрочіпів, які поєднують велику кількість транзисторів в одному електронному компоненті.

## Інтернет-ресурси
- https://www.radiomuseum.org/
- https://rw6ase.narod.ru/
- http://www.jamesbutters.com/ Focusing on the history and design elements of early pocket transistor radios.
- "Transistor Radios Around the World"—hundreds of photos and detailed information on early transistor radios from the U.S., Japan, Western Europe, Eastern Europe, and the USSR.
- Radio Wallah Historical data accompanied by hundreds of images covering early transistor radios.
- The Transistor Radio Directory.